# Ефіопія
Ефіо́пія (або, за правописом 2019 року «Етіо́пія»; амх. የኢትዮጵያ), офіційно — Федерати́вна Демократи́чна Респу́бліка Ефіо́пія (амх. የኢትዮጵያ ፌዴራላዊ ዲሞክራሲያዊ ሪፐብሊክ) — держава на сході Африки. Площа країни становить 1 133 882 км² (26-те місце у світі). Населення: 112 269 301 особа (на 2020 рік). Столиця: місто Аддис-Абеба. Межує на північному сході із Джибуті, на півночі й північному сході — з Еритреєю, на сході й південному сході — із Сомалі, на півдні — з Кенією, на заході — з Південним Суданом і на північному заході — із Суданом. Офіційна мова — амхарська. Наступниця Ефіопської імперії, Дергу та Народно-Демократичної Республіки Ефіопія. З 1991 по 2018 роки перебувала в перманентному конфлікті з Еритреєю. Серед всіх африканських країн лише Ефіопія ніколи не перебувала під чиїмось пануванням, не рахуючі короткого періоду анексії Ефіопії Італією протягом 1936—1941 років.

## Етимологія
Українська назва «Ефіопія» походить від давньогрецького «Айтіопія» / «Ефіопія» (Αἰθιοπία), іменника утвореного від прикметника «Айтіопс» / «Ефіопс» (Αἰθίοψ) — «смагляволи́ций». Назва «Ефіопія» двічі зустрічається в «Іліаді» та тричі в «Одісеї». Геродот вживав цю назву для позначення земель на південь від Єгипту — сучасної Ефіопії та Судану. Пліній Старший вважав, що «Ефіопія» походить від імені Ефіопа, сина бога-коваля Гефеста.
У деяких аксумських написах IV століття вже вживається термін «Ефіопія».
Середньовічна латинська назва Ефіопії — «Абіссинія» (Abyssinia). Вона походить від арабського слова «Хабеш» (Habesh), що, своєю чергою, бере початок від ефіосемітського «Хабашат» (геез: Ḥabaśāt, ḤBŚT) — назви не-аксумських підданих аксумского короля. Як синонім назви країни (у вигляді перекладу цього терміна на мову геез) вперше було вжито в одному з надписів аксумського царя Езани (IV століття). Араби позначали словом «Хабеш» Ефіопську імперію (сучасні Ефіопія та Еритрея), її семітське населення, еліту країни. З арабської ця назва перейшла в інші мови, зокрема в османську (Хабеш), іврит (Хабаш), а у європейських мовах трансформувалася в «Абіссинію». Після 1945 року термін «Абіссинія» перестав використовуватися на Заході, проте форма «Хабеш» досі використовується в турецькій (Habeşistan, Хабешістан) і арабській мовах (араб. إثيوبيا, Al-Ḥabashah, Аль-Хабашах).

## Географія

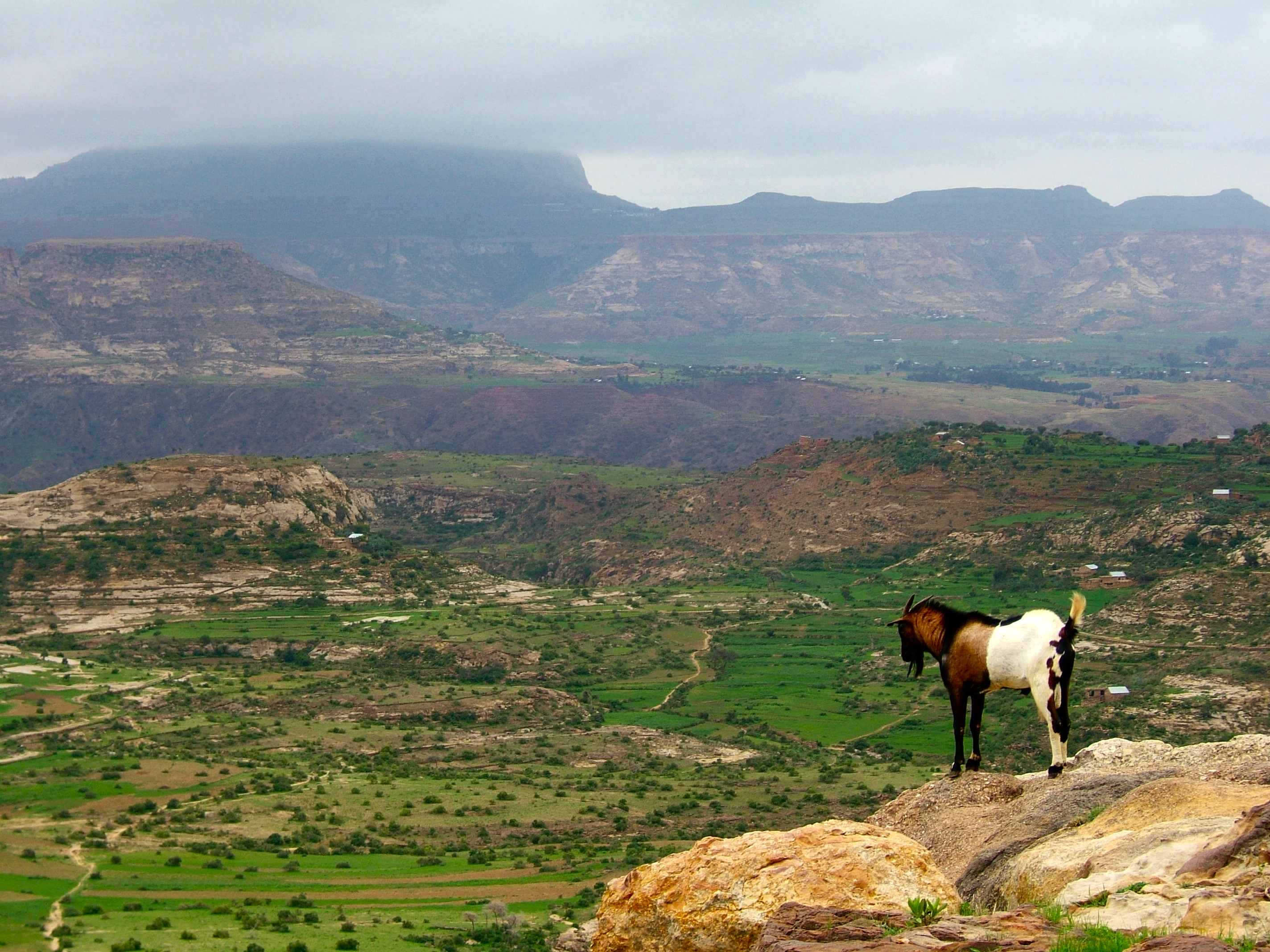
Абіссинське нагір'я

Держава розташована в Східній Африці, територія країни простягається з півночі на південь на 1290 км, а із заходу на схід — на 1670 км. На півночі межує з Еритреєю (спільний кордон — 912 км); на північному сході — із Джибуті (337 км); на сході — із Сомалі (1627 км); на півдні — з Кенією (820 км); на південному заході — з Південним Суданом (883 км); на заході — з Суданом (769 км). Виходу до моря країна не має. До відділення Еритреї (де-факто в 1991 році, де-юре — у 1993-му) Ефіопія мала вихід до Червоного моря Індійського океану).

### Рельєф

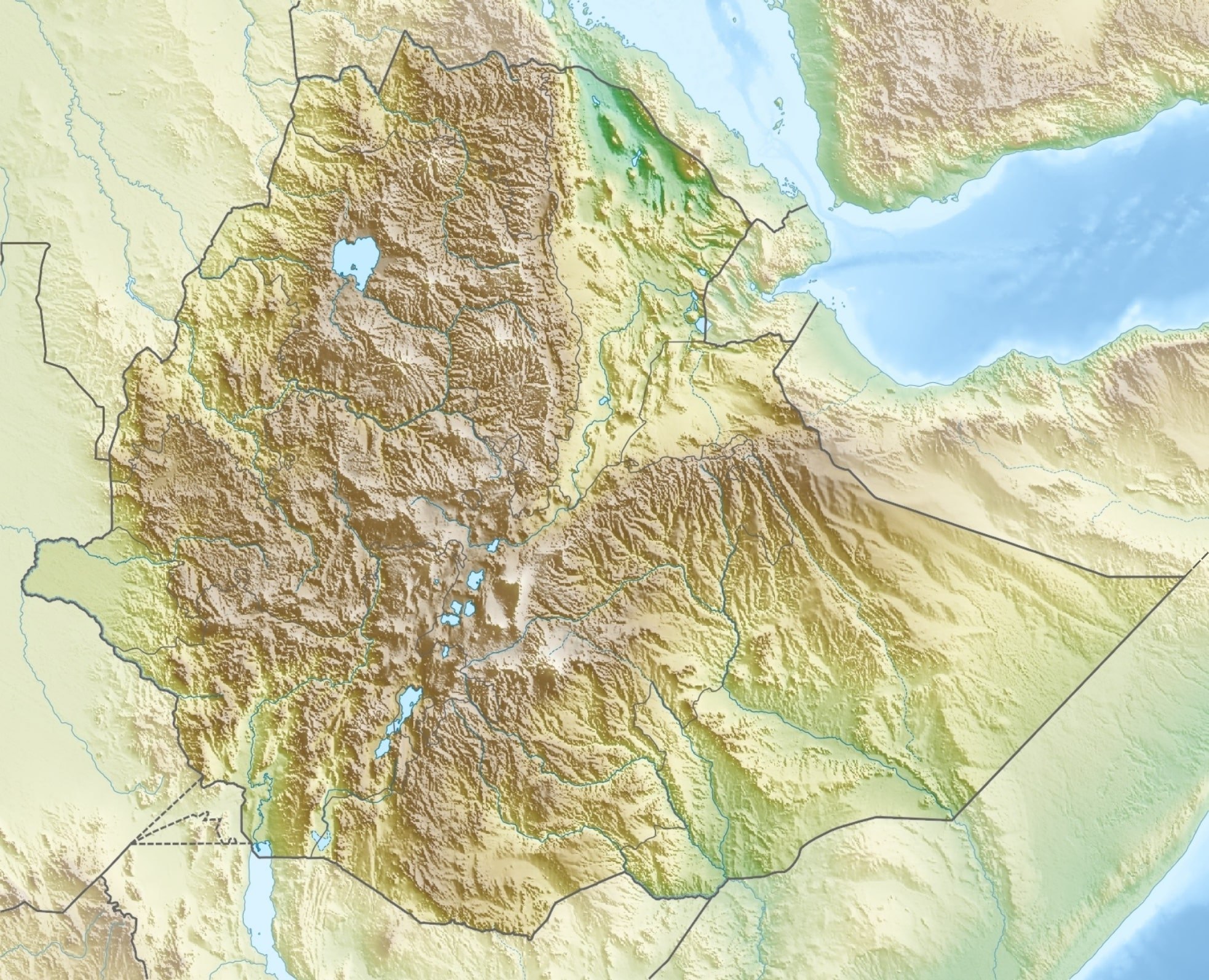
Рельєф Ефіопії

Ефіопія — найбільш високогірна країна Африканського материка. Високе плато з центральними горами розділяється рифтовою долиною, на сході рівнина. Територія Ефіопії розташована у східній частині Східно-Африканського плоскогір'я. Більшу частину країни займає Ефіопське нагір'я (найвища точка країни — вулкан Рас-Дашен, 4623 м). Глибокий ґрабен на південному сході від нагір'я відділяє від нього Ефіопсько-Сомалійське плато (висота до 1500 м). На північному сході країни розташована западина Афар (з озером Ассаль, що на 116 м нижче за рівень моря) з невеликими вулканами по краях.
Західна частина Ефіопського нагір'я має пологіший рельєф і опускається до суданського кордону невеликими сходами. Рівнини також займають значну частину території Ефіопії. Найбільша знаходиться на сході країни. Місцями вона переходить у плато заввишки понад 1000 м. Це одна з найбільш посушливих частин Ефіопії. Також невеликі рівнини, затиснуті між гірськими хребтами, розташовані на півночі і заході країни.

### Клімат
В Ефіопії переважає субекваторіальний тип клімату. Відмінності в температурах протягом року не перевищують 6 °C, а добова амплітуда температур досягає 15 °C. У гористих районах Ефіопії, які займають велику частину території країни, клімат залежить від висоти місцевості. Найвищі температури відзначаються в період з березня по травень. У ці місяці на висотах від 1500 до 2500 м у денні години повітря прогрівається до +25…+30 °C, а в нічні охолоджується до +12…+17 °C. На висотах понад 2500 м у період з березня по травень денні температури не підіймаються вище +25 °C, а нічні температури не перевищують +10 °C. На Ефіопське нагір'я найнижчі середньодобові температури відзначаються в липні-вересні, у цей час на висотах 1500—2500 м денні температури повітря коливаються від +20 до +25 °C, а нічні — від +10 до +15 °C. На висотах понад 2500 м у липні-вересні денні температури повітря не перевищують +20 °C, а нічні становлять близько 6…8 °C тепла. Варто зауважити, що нічні температури, які фіксуються в цей період, на відміну від денних температур, не є найнижчими в році. Найнижчі нічні температури відзначаються в період з листопада по лютий. У цей час по ночах на висотах від 1500 до 2500 м відзначається близько +6…+11 °C, а на висотах понад 2500 м нерідко температура повітря опускається нижче 0 °C.
Клімат на північному сході тропічний, на інший території субекваторіальний. Той факт, що більша частина країни розташована на Ефіопському нагір'ї, пояснює більш м'який і вологий клімат Ефіопії. Температура тут цілий рік +25…+30 °C і випадає достатня кількість опадів.
Повну протилежність представляють східні регіони Ефіопії — тут жаркий і сухий пустельний клімат.
Взагалі, для Ефіопії не характерні перепади температур протягом року. Єдиною відмінністю є нічні та денні температури: тут різниця становить близько 15 °C.

### Водні ресурси
Велика частина річок заходу Ефіопії належить до басейну Нілу. Найбільша серед них — Аббай, або Блакитний Ніл. Тут же розташоване найбільше озеро Ефіопії — Тана.
На сході річки менш повноводні, що пов'язано з більш посушливим кліматом. Найбільша річка — Джубба. Для Ефіопії характерна наявність невеликих озер у Великій рифтовій зоні.

### Ґрунти й рослинність
На південному заході, у вологому і теплому кліматі, розташований найбільший масив вологих екваторіальних лісів Ефіопії з величезною різноманітністю тваринного і рослинного світу. На півдні і південному сході країни поширені савани.
У XVIII столітті близько половини території країни займали ліси. Зі збільшенням чисельності населення і розвитком господарської діяльності площа лісів значно скоротилася. Зі зменшенням площі лісів, зменшувалися і популяції тварин.
Микола Вавилов, що здійснив у грудні 1926 — квітні 1927 років подорож в Абіссинію та Еритрею, на підставі вивчення безліч зібраних зразків культурних видів місцевої флори виділив Ефіопію в окремий Абіссинський центр походження культурних рослин. У своїй книзі «П'ять континентів» Вавилов зазначає, що з цього центру походять теф (лат. Eragrostis tef), нуг (ґвізотія) (лат. Guizotia abyssinica), енсета (лат. Ensete superbum). Ним відзначена також виняткова своєрідність деяких видів пшениць Ефіопії, наприклад, пшениця з фіолетовими зернами, тверда пшениця безоста, своєрідність абіссинського ячменю, витривалого та стійкого до багатьох захворювань, типових для видів Європи.

### Тваринний світ
Нині в Ефіопії ще можна натрапити на слонів, гепардів або левів. Також збереглися популяції лисиць, крокодилів, жирафів, бегемотів і мавп.

## Історія

### Доісторичні часи
Ефіопське нагір'я було місцем проживання людей із найдавніших часів, про що свідчать останки австралопітеків у долині річки Омо і стоянки олдувайської культури на півдні Ефіопії.
Ефіопське нагір'я — ймовірний центр формування ефіопеоїдного антропологічного типу, кушитських мов і одного з найдавніших центрів землеробства.

### Стародавня історія
У VI—V століттях до н. е. на плато Тигре оселилися вихідці з різних областей Південної Аравії, у тому числі з Сабейського царства. Вони принесли з собою писемність, семітську мову, техніку кам'яного будівництва методом сухої кладки та інші досягнення цивілізації. Змішавшись із місцевим населенням, вони утворили давньоефіопський етнос.
У V столітті до н. е. на плато Тигре утворилося самостійне царство, що розпалося в IV столітті до н. е.
У перших століттях н. е. на півночі сучасної Ефіопії виникло ранньофеодальне царство Аксум. Його головний порт Адуліс став найважливішим торговим центром на шляху з Єгипту до Індії, а також до берегів Східної Африки.
У період розквіту Аксумського царства, в IV—VI століттях, його гегемонія поширювалася на Нубію, Південну Аравію, а також великі області східного Судану, Ефіопського нагір'я і північну частину Африканського Рогу.
З IV століття в Аксумському царстві починає поширюватися християнство монофізитського напрямку.
Піднесення в VII столітті Арабського халіфату призвело до занепаду в VIII—IX століттях Аксумського царства.

### Середні віки

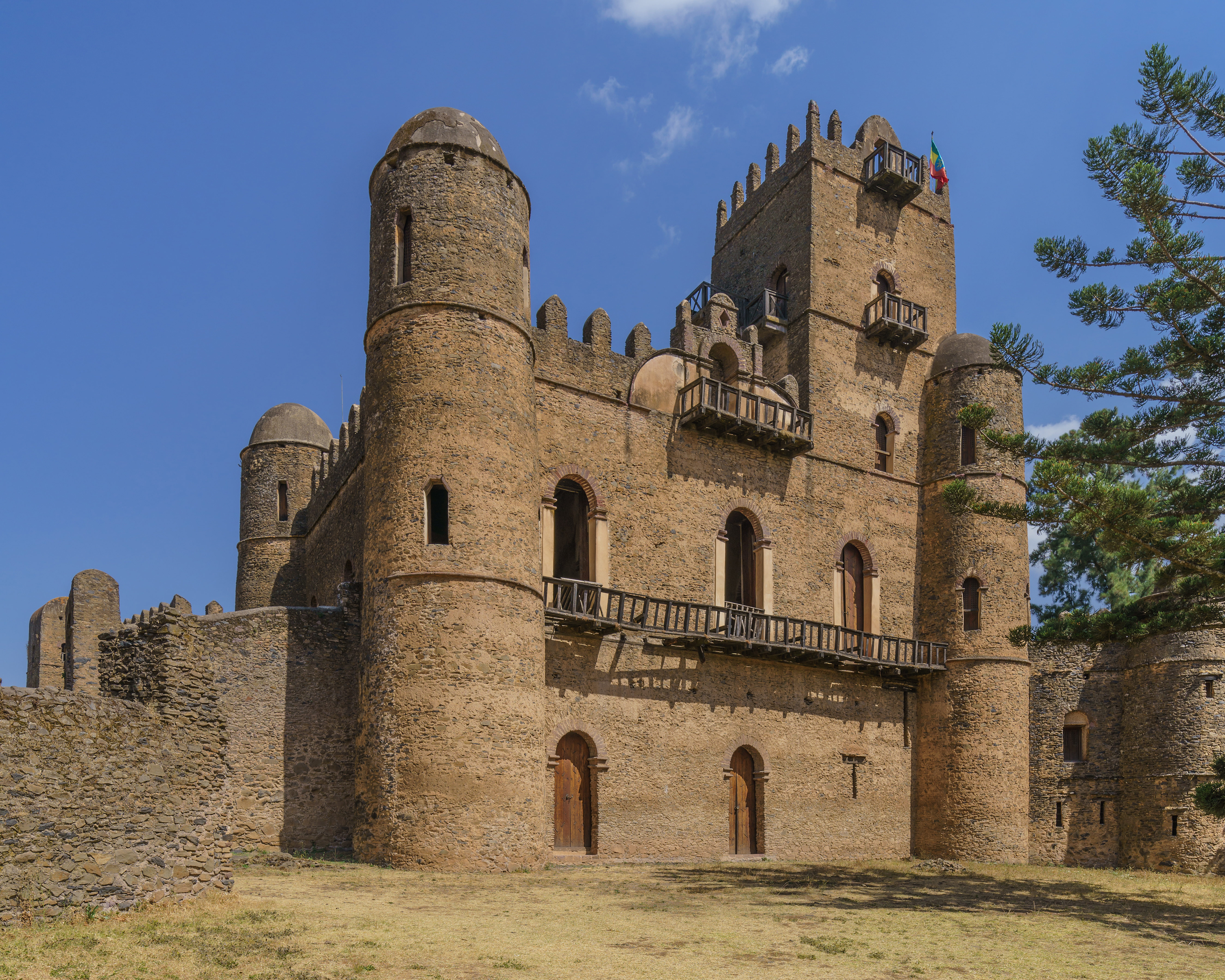
Замок Фісілідів

З IX століття на північних околицях Ефіопського нагір'я починає поширюватися іслам. Мусульманські князівства, що виникли там, монополізували зовнішню торгівлю.
У першій половині XI століття Аксумське царство розпалося. На території нинішньої Ефіопії виникло безліч князівств — мусульманських, християнських, іудаїстських, язичницьких.
У XII столітті християнські князівства об'єдналися під владою Ласти. Це царство встановило зв'язки з Єгиптом і Єменом, почався підйом економіки і культури. У 1268 (або 1270) роки до влади прийшла Соломонова династія, що претендувала на походження від біблійного царя Стародавнього Ізраїлю Соломона. Її засновником був Йїкуно-Амлак (1268—1285). Імператор Амде-Цийон (1314—1344) підпорядкував собі християнські, юдейські, язичницькі і мусульманські князівства Ефіопського нагір'я і створив велику державу.
Імператор Йїсхак (1414—1429) обклав даниною не тільки мусульманські держави, але і язичницькі царства на півдні Ефіопського нагір'я. Імператор Зера-Яикоб (1434—1468) все своє правління вів боротьбу за зміцнення центральної влади, він змістив всіх васальних князів і замість них поставив імператорськими намісниками своїх дочок і синів, а потім замінив їх своїми чиновниками. У 1445 році Зера-Яикоб розгромив султанат Йїфат, ще кілька мусульманських князівств, і встановив гегемонію в цій частині Північно-Східної Африки. Були укріплені зв'язки з Єгиптом, Єменом, налагоджені контакти із Західною Європою.
На початку XVI століття східний сусід і старий супротивник, султанат Адал, почав проти Ефіопської імперії запеклу війну. Імам Ахмед ібн Ібрагім (Ахмед Лівша) проголосив джихад і між 1529—1540 роками завоював майже всю територію Ефіопської імперії. Імператор Гелаудеуос (1540—1559) зумів вигнати мусульман із допомогою португальців. У 1557 році османи захопили Массауа та інші порти на узбережжі Червоного моря. У той же період почався наступ на ослаблену Ефіопію негритянських племен оромо.
У цей же період в Ефіопії з'явилися єзуїти, їхнє проникнення разом із бажанням імператорів створити абсолютну монархію за європейським зразком призвело до кількох війн на релігійному ґрунті, особливо коли імператор Суснийос (1607—1632) прийняв католицизм. Ці війни припинилися з приходом імператора Фасіледеса (1632—1667), який вигнав з Ефіопії єзуїтів і припинив відносини з португальцями.
Імператор Іясу I Великий (1682—1706) знову підкорив бунтівних васальних князів, спробував провести реформу управління, для розвитку торгівлі упорядкував систему митниць і мит.
Проте з кінця XVIII століття в Ефіопії знову посилилася феодальна роздробленість. Кожен великий і навіть середній феодал мав свою армію. Феодали брали податки з селян, що жили общинним устроєм. Ремісники вважалися нижчою кастою, а купці (в основному араби, турки, вірмени) були пов'язані з вищими феодальними верствами відносинами клієнтели. У середні верстви входили військові поселенці, парафіяльне духовенство, заможні містяни. У знаті були раби-слуги, у громадах кочівників також було поширене рабство.

### XIX століття

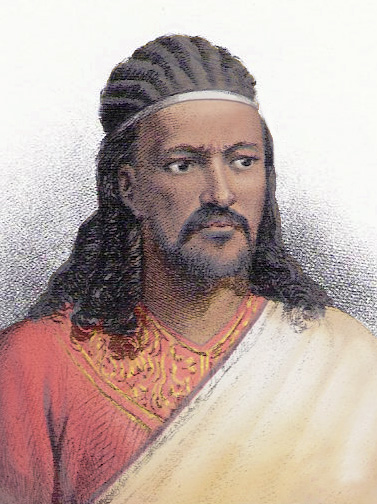
Імператор Теодрос ІІ.

У середині XIX століття дрібний феодал Каса з Куари почав боротьбу за об'єднання Ефіопії в централізовану державу. Спираючись на дрібнопомісних феодалів, він завдав у 1853 році поразки правителю центральних областей — расу Алі, потім після запеклих боїв розбив правителя області Тигре раса Уибе. У 1855 році Каса проголосив себе імператором під ім'ям Теводрос II.
Теодрос повів рішучу боротьбу з феодальним сепаратизмом. Була створена регулярна армія, реорганізована податкова система, заборонена работоргівля, у церкви була відібрана частина земель, володіння що залишилися були обкладені податком. Було скорочено кількість внутрішніх митниць, почалося будівництво військово-стратегічних доріг, в Ефіопію запрошувалися європейські фахівці.
Однак введення податків на духовенство призвело до конфлікту з церквою, яка підняла феодалів на боротьбу проти імператора. До 1867 року влада Теодроса поширювалася лише на незначну частину країни. У цьому ж році виник конфлікт із Великою Британією, спровокований арештом в Ефіопії кількох підданих британської корони. У жовтні 1867 в Ефіопії висадився корпус британських військ (чисельністю понад 30 тис. ос., включаючи допоміжний персонал із числа індійців). Армія імператора Теодроса налічувала до того часу не більше 15 тис. осіб.
Єдиний бій між ефіопами і англійцями у відкритому полі відбувся 10 квітня 1868: 2 тис. британців перемогли 5 тис. ефіопів завдяки перевазі в дисципліні і озброєнні. Після цього Теодрос спробував укласти мир, звільнивши заарештованих та відіслав у подарунок англійцям безліч худоби. Проте британці відкинули мир і почали штурм фортеці Мекдела, де перебував імператор. Не бажаючи здаватися в полон, Теодрос наклав на себе руки. Британці взяли Мекделу, знищили всю ефіопську артилерію, забрали як трофей імператорську корону і в червні 1868 року покинули територію Ефіопії.
Після загибелі Теодроса II почалася війна за престол. Спочатку імператором став Текле-Гійоргіс II (1868—1871), але потім він був переможений Йоханнисом IV (1872—1889). У 1875 в Ефіопію вторглися війська Єгипту. У листопаді 1875 ефіопам вдалося в битві біля Гундети розбити основні угруповання єгипетських військ. Проте в грудні 1875 Єгипет висадив у Массауа новий експедиційний корпус. У березні 1876 ефіопам вдалося розгромити його в битві при Гурі. Мир між Ефіопією і Єгиптом був укладений у червні 1884, і Ефіопія отримала право користування портом Массауа.
У 1885 році імператор Йоханнис IV сам почав війну проти магдістського Судану. У 1885—1886 роках ефіопські війська перемагали суданців, але в цей час почалася окупація північних районів Ефіопії Італією. Бойові дії між ефіопами та італійцями йшли зі змінним успіхом.
У 1888 році імператор Йоханнис запропонував мир Судану. Однак халіф Судану Абдаллах висунув неприйнятну умову — прийняття Йоханнисом ісламу. На початку 1889 року Йоханнис особисто повів 150-тисячну армію на Судан, і в березні 1889 був смертельно поранений у битві на кордоні.
Новий імператор Менелік II (1889—1913) придушив сепаратизм у Годжамі і Тигре, відтворив єдину ефіопську державу. У 1889 році між Італією та Ефіопією був укладений Уччіальський договір, за яким Менелік визнав перехід до італійців прибережних районів.
У 1890 році Італія об'єднала всі свої володіння на Червоному морі в колонію Еритрея і оголосила, що за договором 1889 року Ефіопія визнала протекторат Італії над собою. Це змусило Ефіопію до відновлення з 1894 року військових дій між Ефіопією й Італією.
Наприкінці 1894 року італійські війська зайняли міста Адді-Угрі, Адді-Грат і Адуа. До жовтня 1895 року італійці окупували всю область Тигре. Імператор Менелік відправив проти італійців 112 000 армію, сформовану з загонів правителів областей Ефіопії. 7 грудня 1895 в битві при Амба-Алаге ефіопські війська під командуванням раса Меконнина (батька майбутнього імператора Ефіопії Хайле Селассіє) завдали великої поразки італійським військам. Імператор Менелік запропонував Італії мир. Італійці відмовилися і війна відновилася. 1 березня 1896 відбулася битва при Адуа, у якій італійці були повністю розгромлені.
У 1893—1899 роках Менелік II встановив сучасні кордони Ефіопії завоювавши ряд областей на південь і південний захід від Аддис-Абеби — Уоламо, Сидамо, Кафа, Гіміре тощо. Таким чином Ефіопські корпуси та армії практично зупинили просування Британської колоніальної імперії в Африці. Практично Ефіопія витримала шалений колоніальний тиск Великої Британії, що закінчилося вибором іншого об'єкта для Британського нападу на Півдні Африки і початку Другої Англо-бурської війни. Менелік II видав указ, що обмежив і скасував рабство, дозволяв обертати на рабів тільки військовополонених і на строк не більше 7 років. При Менеліку будувалися дороги, з'явилися телеграф і телефон, розвивалася торгівля. За правлінні Менеліка в Ефіопії відкрилася перша лікарня (російський військовий госпіталь для допомоги пораненим при Адуа), і з'явилася перша газета. У 1897 році Менелік II встановив дипломатичні відносини з Російською імперією.

### Перша половина XX століття
У 1913 році Менелік II помер. Імператором став його 17-річний онук Лідж Іясу V. Ефіопія формально не брала участь у Першій світовій війні, проте імператор Іясу вів курс на зближення з Німеччиною, сподіваючись спертися на неї в боротьбі проти англійців, французів і італійців.
У вересні 1916 імператор Іясу був повалений. Імператрицею була оголошена 40-річна дочка Менеліка Заудіту (тітка поваленого імператора), а регентом, тобто фактичним правителем, 24-річний Тефері Меконнин. До цього він, один з молодших синів раса Меконнина, з 16-річного віку був губернатором області Сидамо, потім області Харера. Після перевороту 1916 року Тефері Меконнин отримав титул рас (приблизно відповідає князю).

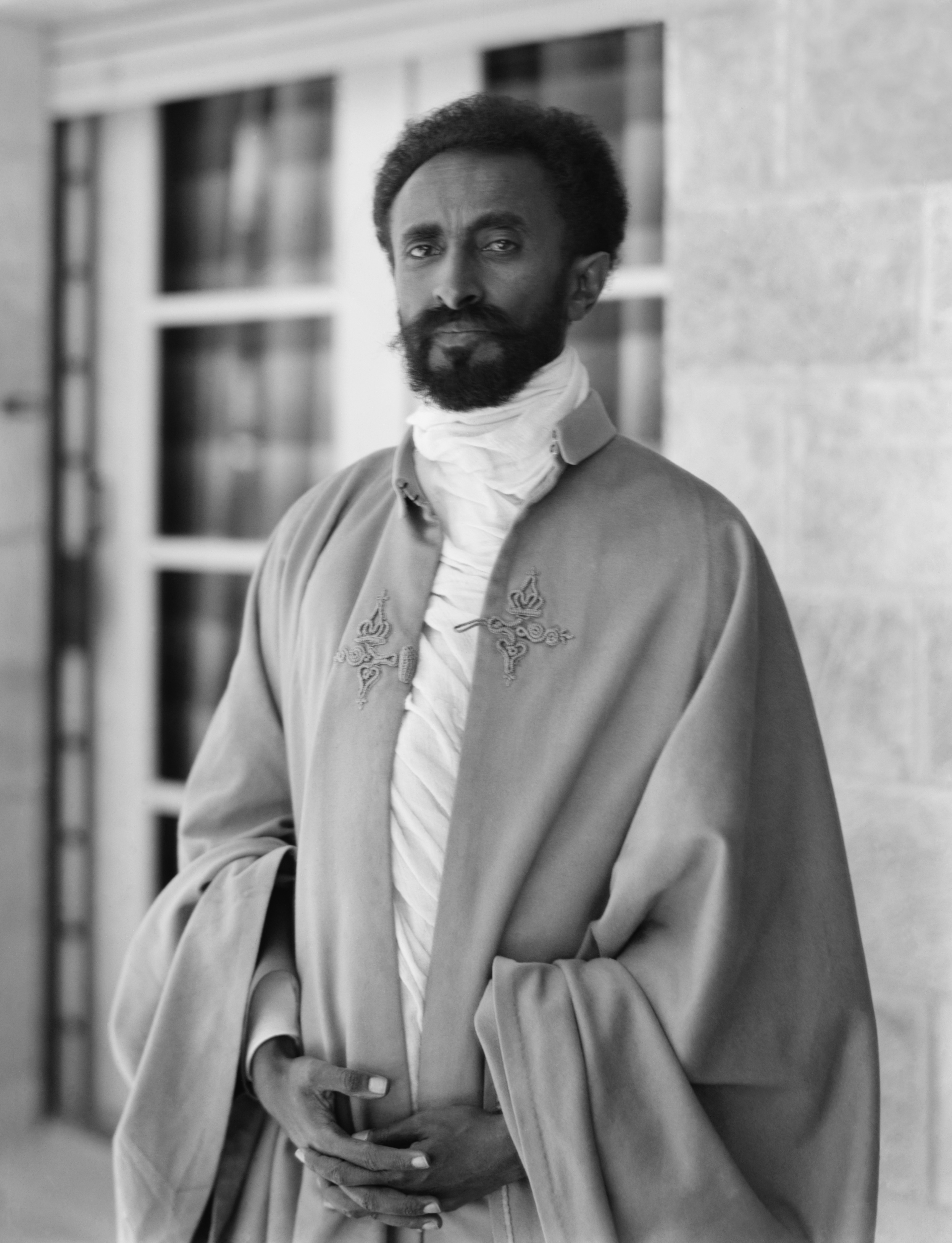
Імператор Хайле Селассіє I

Після смерті в листопаді 1930 року імператриці Заудіту рас Тефері був коронований як імператор Хайле Селассіє (1930—1974).
У 1931 році він оприлюднив першу ефіопську конституцію. Встановлювалася абсолютна влада імператора при дорадчому парламенті з палатою депутатів і сенатом. Планувалося повністю скасувати рабство протягом 15—20 років.
У 1934—1935 роках відбулися збройні зіткнення на кордоні з італійськими володіннями. У жовтні 1935 війська фашистської Італії вторглися в Ефіопію. Кілька місяців ефіопські війська чинили запеклий опір, іноді досягаючи окремих успіхів. Однак 31 березня 1936 основні сили ефіопської армії були розбиті при Май-Чоу. 5 травня 1936 року італійські війська під командуванням маршала Бадольйо увійшли до столиці Аддис-Абебу, а 1 червня 1936 Італія включила Ефіопію до складу колонії Італійська Східна Африка разом з Еритреєю та Сомалі.
Італійська окупація країни продовжувалася до весни 1941 року, коли британська армія за підтримки допоміжних сил, набраних в африканських колоніях, звільнила Ефіопію і зайняла інші італійські володіння на Африканському розі.

### Друга половина XX століття
Після війни імператор Хайле Селассіє продовжував самодержавне правління. У 1951 під тиском міжнародної громадськості було скасовано рабство. Багато привілеїв традиційної знаті зберігалися, друк перебував під жорстким контролем монарха, політичні партії були заборонені.
У 1953 році Ефіопія уклала договір про дружбу і економічне співробітництво з США. Протягом наступних 20 років США надали Ефіопії фінансові субсидії в розмірі майже півмільярда доларів, позики, а також безкоштовно надали озброєння на суму 140 млн дол.
У 1962 році Ефіопія анексувала Еритрею. Це породило рух опору на анексованих територіях.
На початок 1970-х режим став абсолютно одіозним, імператор піддавався критиці з усіх сторін політичного простору. Каталізатором подальших подій стала масова загибель людей від голоду в 1972—1974.

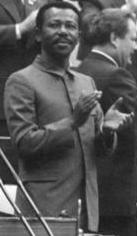
Менгисту Хайле Маріам

У 1974 році заходи з оздоровлення економіки вилилися в різке підвищення цін і спричинили масові демонстрації протесту. Ситуацією скористалася група офіцерів-марксистів, що виникла влітку того ж року, під назвою «Дерг». Пішов процес демонтажу монархії, відомий як «повзучий переворот». До середини осені «Дерг» підпорядкував собі всі адміністративні ресурси і проголосив курс на побудову соціалізму. Позбавлений влади імператор Хайле Селассіє I помер 27 серпня 1975 року, нібито через нездоров'я. У 1974 році був створений військовий уряд, який очолив генерал Тефері Бенті. У 1976—1977 роках «Дерг» зміцнював свої позиції шляхом «червоного терору», як проти роялістів і сепаратистів, так і проти «лівих». Без суду та слідства знищувалися тисячі опонентів режиму. У 1977 генерал Тефері Бенті був убитий, його місце зайняв полковник Менгісту Хайле Маріам, який продовжив «червоний терор».
У 1977—1978 роках на південному сході країни, в Огадені, сепаратистський рух етнічних сомалійців інтенсивно підтримала сомалійська армія, намагаючись відірвати і анексувати Огаден. Відтак, Ефіопія для збереження своєї території була змушена вести військові дії проти Сомалі. У цій, так званій, Огаденській війні, допомогу проти Сомалі надали Ефіопії Куба, СРСР і Південний Ємен.
Крім того, тривала розпочата ще 60-х роках війна Еритреї за незалежність.
У 1985 році була сильна посуха, гуманітарна допомога Заходу була блокована заколотниками; громадянські безладдя продовжувалися. В умовах важкої економічної кризи противники режиму активізували військові дії. Був створений Революційно-демократичний фронт ефіопських народів (РДФЕН), і до 1991 року урядові війська утримували лише Аддис-Абебу і її околиці. В 1975—1991 рр. всебічну допомогу режиму Менгісту надавали СРСР і країни Східної Європи, тож, коли у 1991 році у СРСР почалася криза, Менгисту був скинутий, тоді ж був підписаний договір про припинення громадянської війни, і Мелес Зенаві був обраний президентом до вільних виборів у 1993 році.
У 1991 році вищим органом державної влади став Перехідний уряд Ефіопії, який оголосив про повернення до принципів плюралістичної демократії. Розростання внутрішнього збройного конфлікту призвело до падіння режиму Менгісту Хайле Маріама в травні 1991 р.
За Конституцією 1994 року Ефіопія стала федеративною державою. Відповідно до статті 47 створюються дев'ять штатів (Тиграй, Афар, Амара, Оромо та ін), причому деякі з них мають різні народності, що проживають на певній території (наприклад, Південні нації, національності і народи, народ Хареру). Перераховані в Конституції народи усіх територій можуть у будь-який час створити свій штат за передбаченим основним законом Конституції (ст. 39). Інших суб'єктів федерації не передбачено. Аддис Абеба — столиця держави, адміністрація якої несе відповідальність перед федеральним урядом (ст. 49).

### Кінець XX— початок XXIст.
Право Еритреї на незалежність було визнано в 1991 і отримано в 1993. Проте потім настав період охолодження відносин із політиками, які прийшли до влади в новій державі. У 1998—2000 роках у прикордонній зоні вибухнув Ефіопсько-Еритрейський конфлікт, що закінчився з незначною перевагою Ефіопії. Питання про кордон між країнами досі залишається невирішеним.
У 1997, 2000 та 2006 роках Ефіопія також брала активну участь у долі Сомалі. В останньому випадку ефіопська армія розбила формування місцевих ісламістів і привела до влади в Могадішо лояльний до Ефіопії перехідний уряд на чолі з Абдулою Юсуф Ахмедом.
Президент Еритреї Ісайяс Афеверкі і прем'єр-міністр Ефіопії Абій Ахмед знову відкрили кордон між двома африканськими державами для транспортного сполучення.
25 жовтня 2018 року президентом Ефіопії вперше стала жінка Сахле-Ворк Зевде. Можна говорити про продовження державного будівництва в Ефіопії.
У червні 2019 року уряд Ефіопії запобіг спробі державного перевороту в регіоні на північ від столиці Аддис-Абеби, при цьому був застрелений голова генерального штабу збройних сил країни. Про це повідомив у неділю прем'єр-міністр Ефіопії Абій Ахмед, передає Голос Америки. Голова уряду Ефіопії повідомив, що спробу перевороту в регіоні Амхара в суботу очолив високопоставлений офіцер та інші військові. Абій заявив про це, виступаючи по державному телебаченню в ніч на неділю, поставши перед глядачами у військовій формі. У зв'язку зі спробою перевороту був застрелений начальник генерального штабу Ефіопії. Це сталося в суботу в столиці, незабаром після атаки в Амхарі. У Амхарі солдати атакували будівлю, де проходило засідання регіональних чиновників, повідомив у неділю на прес-конференції прес-секретар прем'єр-міністра Нігуссу Тілахун. Внаслідок атаки загинули глава регіону і, щонайменше, двоє інших офіційних осіб. Напад у столиці Амхари, місті Бахр-Дар, пов'язують із подальшим вбивством начальника генерального штабу генерала Сеаре Меконнена, який був застрелений охоронцем у його резиденції в Аддис-Абебі. Генерал армії у відставці, якого в той момент не було в резиденції, також був убитий, повідомив прес-секретар. «Ці дві атаки взаємопов'язані», — заявив Нігуссу Тілахун. Нігуссу Тілахун / REUTERS Нігуссу Тілахун / REUTERS Атаку в Бахр-Дарі, імовірно, очолив військовий бригадир, який був посаджений у в'язницю за кілька правопорушень, але пізніше був помилуваний прем'єр-міністром Ефіопії. Більшість учасників нападу в Бахр-Дарі були затримані, інші розшукуються, повідомив прес-секретар.
4 листопада 2020 року в країні почався Збройний конфлікт у Тиграї.
На початку 2024 року країна стала членом БРІКС.

## Політична система
Ефіопія, згідно з конституцією 22 серпня 1995 року, за формою правління є парламентською республікою, глава держави — президент. Державний устрій — федеративна республіка.

### Парламент

#### Політичні партії
Найбільші політичні партії країни:
- Ефіопська об'єднана демократична партія, заснована 1984 року.
- Революційно-демократичний фронт ефіопських народів, заснований 1989 року.
- Демократична коаліція народів Південної Ефіопії.

### Зовнішня політика

#### Українсько-ефіопські відносини
Уряд Ефіопії офіційно визнав незалежність України 2 січня 1992 року, дипломатичні відносини з Україною встановлено 1 квітня 1993 року. Дипломатичних і консульських представництв в Україні не створено, найближче посольство Ефіопії, що відає справами щодо України, знаходиться в Москві (Росія). Справами України в Ефіопії відає українське посольство в Ефіопії.

## Адміністративно-територіальній поділ

Мапа регіонів Ефіопії

В адміністративно-територіальному відношенні територія держави поділяється на: 10 регіонів і 2 міста (Аддис-Абеба та Дире-Дауа) з тотожним статусом, які, своєю чергою, поділяються на зони, які поділяються на вореди (округи). Округи поділяються на кебели — найменші адміністративно-територіальні одиниці. Поділ організований за етнічним принципом.
1. Аддис-Абеба (амх. አዲስ አበባ)
2. Афар (амх. አፋር)
3. Амхара (амх. አማራ)
4. Бенішангул-Гумуз (амх. ቤንሻንጉል-ጉምዝ)
5. Дире-Дауа (амх. ድሬዳዋ)
6. Гамбела (амх. ጋምቤላ)
7. Харарі (амх. ሐረሪ)
8. Оромія (амх. ኦሮሚያ ክልል )
9. Сомалі (амх. የሶማሌ ክልል)
10. Народів і народностей півдня (амх. ደቡብ ብሔሮች ብሔረሰቦችና ሕዝቦች ክልል)
11. Тиграй (амх. ትግራይ ክልል)
12. Сідама (виділений із Регіону народів і народностей півдня у 2020 р., у місцевості проживання народу сідамо).

До 1996 року Ефіопія була поділена на 13 провінцій, багато з яких утворилися історично.

## Збройні сили
Чисельність збройних сил у 2000 році складала 352 тис. військовослужбовців. Загальні витрати на армію склали 460 млн доларів США.

## Економіка

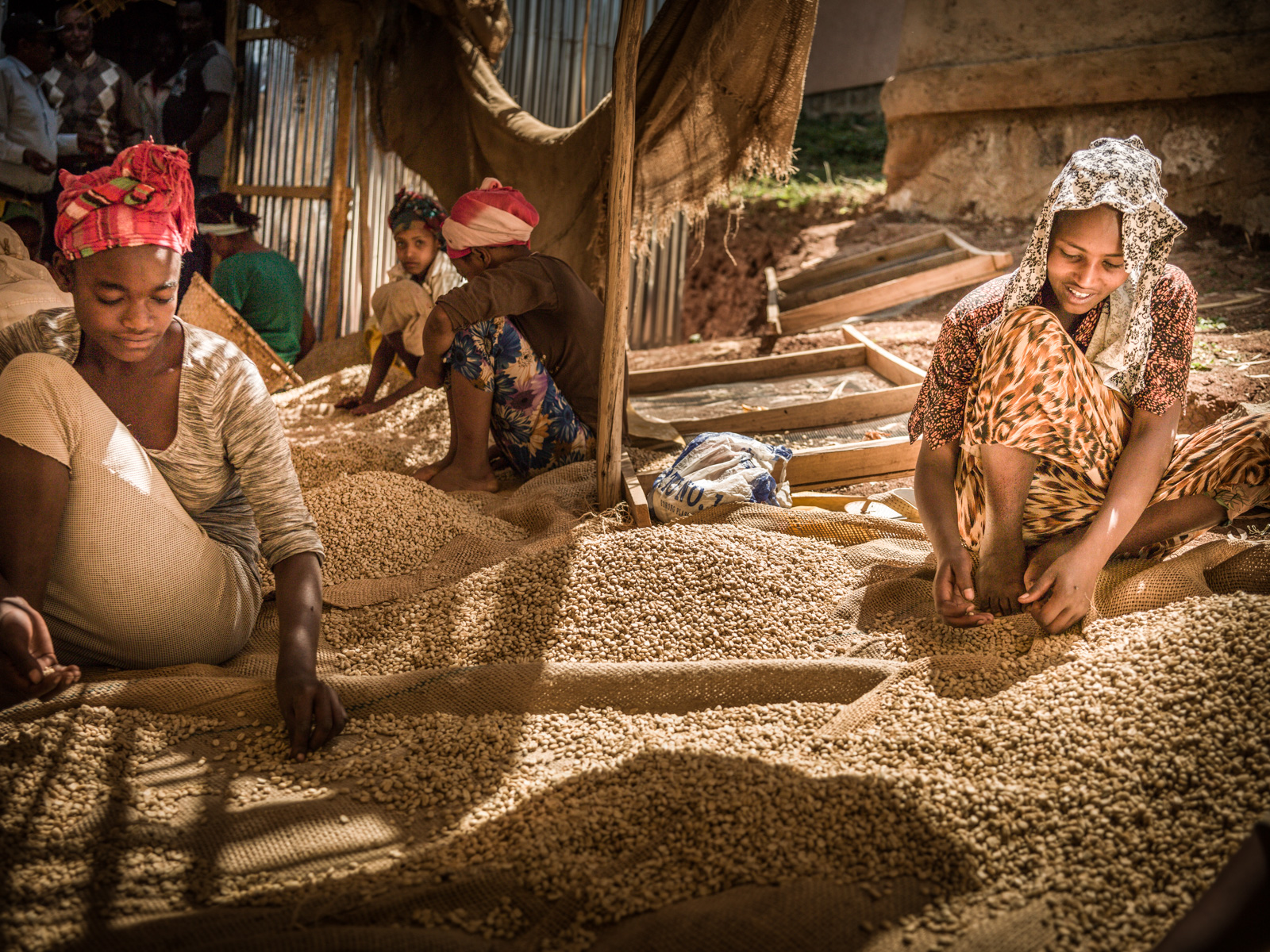
Кава

Ефіопія — відстала аграрна держава. Валовий внутрішній продукт (ВВП) у 2006 році склав 71,6 млрд дол. США (68-ме місце у світі), що в перерахунку на одну особу становить 1 тис. дол. (176-те місце у світі). За даними Index of Economic Freedom, The Heritage Foundation за 2001 рік, темп падіння ВВП становив 1 %. Промисловість разом із будівництвом становить 12,9 % від ВВП держави; аграрне виробництво разом із лісовим господарством і рибальством — 46,7 %; сфера обслуговування — 40,4 % (станом на 2006 рік). Зайнятість активного населення у господарстві країни розподіляється наступним чином: 8 % — промисловість і будівництво; 80 % — аграрне, лісове і рибне господарства; 12 % — сфера обслуговування (станом на 2006 рік).
Надходження до державного бюджету Ефіопії за 2006 рік склали 2,7 млрд дол. США, а витрати — 3,4 млрд; дефіцит становив 21 %.
Провідну роль в економіці Ефіопії відіграє споживче сільське господарство, у якому на початку 1990-х років створювалося понад 50 % ВВП. У цей же період у ВВП росла частка торгівлі і послуг. З 1989—1990 по 1994—1995 роки фінансові роки щорічне зростання частки сфери послуг у ВВП становило 2,4 %. У 1993—1994 роках фінансовому році на сферу послуг припадало 22 % ВВП. У 1960—1974 роках зростання виробництва не перевищувало 4 % річних. Революційні потрясіння знизили цей показник у 1974—1979 роках до 1,4 %. На початку 1990-х років намітилися ознаки оздоровлення економіки. З 1989—1990 по 1994—1995 фінансові роки середні темпи зростання ВВП становили 1,9 %. У 1996—1997 фінансовому році ВВП зріс на 7 %. Основним чинником поліпшення економічного становища стали іноземні позики і фінансова допомога. За даними МВФ, Ефіопія була однією з найбільш швидкозростаючих економік у світі, демонструючи більш ніж 10 % економічного зростання з 2004 по 2009 рік. Це була найшвидше зростаюча економіка, не пов'язана з нафтою в Африці в 2007 та 2008 роках. У 2015 році Світовий банк повідомив про швидке економічне зростання з реальним зростанням реального внутрішнього продукту (ВВП) в середньому на 10,9 % в період між 2004 і 2014 роками. Зараз також Ефіопія є найбільшим експортером кави серед африканських країн.

### Валюта
Національною валютою країни слугує бир. У 2006 році за 1 долар США (USD) давали 8,7 бира.

### Промисловість
Обробна промисловість в Ефіопії розвинена слабко, і в 1993—1994 роках фінансовому році частка її продукції у ВВП становила всього 7 %. Головні галузі промисловості: харчова (цукор, борошно, макарони, печиво, пиво, м'ясні консерви і томати), шкіряна (взуття), текстильна, гірнича і деревна. Загалом функціюють підприємства з переробки сільськогосподарської продукції і легкої промисловості.
Ремісники виготовляють одяг, вироби з дерева, килими і ювелірні вироби. Підприємства обробної промисловості зосереджені поблизу міських центрів — Аддис-Абеби, Харера і Дауа. З 1989—1990 по 1994—1995 роки фінансові роки середньорічні темпи зростання промислового виробництва становили 1,6 %. Розвиток промисловості стримується через недостачу енергогенеруючих потужностей.

### Енергетика
Країна володіє великим гідроенергетичним потенціалом, який оцінюється приблизно в 60 млрд кВт·год.
За 2004 рік було вироблено 2,3 млрд кВт·год електроенергії (експортовано 0 млн кВт·год); загальний обсяг спожитої — 2,1 млрд кВт·год (імпортовано 0 млн кВт·год).
У 2004 році споживання нафти склало 29 тис. барелів на добу, природний газ не використовується для господарських потреб.

### Агровиробництво
У сільськогосподарському обробітку знаходиться 12,5 % площі держави. Головні сільськогосподарські культури: кава, зернові, бавовник, цукрова тростина, арахіс, цитрусові, різноманітні овочі.
Див. також
Виробництво кави в Ефіопії.

### Транспорт
Транспорт головним чином автомобільний, морський, частково — залізничний. Морські порти — Асеб, Массауа. Літаки ефіопської державної авіакомпанії літають у всі штати країни, а також зв'язують Аддис-Абебу з країнами Європи, Азії і Африки.

### Туризм
У 1998 році Ефіопію відвідало 1,1 млн іноземних туристів, що дало прибуток у 46 млн доларів США.
Національний палац Менеліка II, побудований в Ефіопії наприкінці XIX століття, відкритий для туристів, повідомляє CNNTravel.
Палацовий комплекс площею 16,1 га має в собі «Парк Єдності», музей, троновий зал і зоопарк.
У зоопарку мешкають леви, мавпи, фламінго. В окремому корпусі збудовано вольєр для абіссинського лева з гривою чорного кольору.
Представники уряду хочуть залучити туристів до країни, а реконструкція і відкриття Національного палацу для відвідувачів є частиною програми реформ прем'єр-міністра Ефіопії Абія Ахмеда і розвитку туризму зокрема.

### Зовнішня торгівля
Основні торговельні партнери Ефіопії: Китай, США, Саудівська Аравія, Німеччина, Японія.
Держава експортує: каву, шкіри. Основні покупці: Німеччина (15,5 %); Китай (10,5 %); Японія (8,5 %). У 2006 році вартість експорту склала 1,1 млрд доларів США.
Держава імпортує: промислові вироби, харчові продукти, паливо, мастильні матеріали. Основні імпортери: Саудівська Аравія (14,7 %); Китай (12,6 %); США (12 %). У 2006 році вартість імпорту склала 4,1 млрд доларів США.

## Населення
Населення держави у 2009 році становило 85 млн осіб (14-те місце у світі). У 1939 році населення країни становило 5,5 млн осіб, у 1950 — 17,7 млн осіб, у 1980 році — 31,1 млн осіб. Густота населення: 58,1 осіб/км² (104-те місце у світі). Згідно зі статистичними даними за 2006 рік народжуваність 38 %; смертність 15 %; природний приріст 23,1 %.
Вікова піраміда населення виглядає наступним чином (станом на 2006 рік):
- діти віком до 14 років — 43,7 % (16,4 млн чоловіків, 16,3 млн жінок);
- дорослі (15—64 років) — 53,6 % (20 млн чоловіків, 20,1 млн жінок);
- особи похилого віку (65 років і старіші) — 2,7 % (0,9 млн чоловіків, 1,1 млн жінок).

### Урбанізація

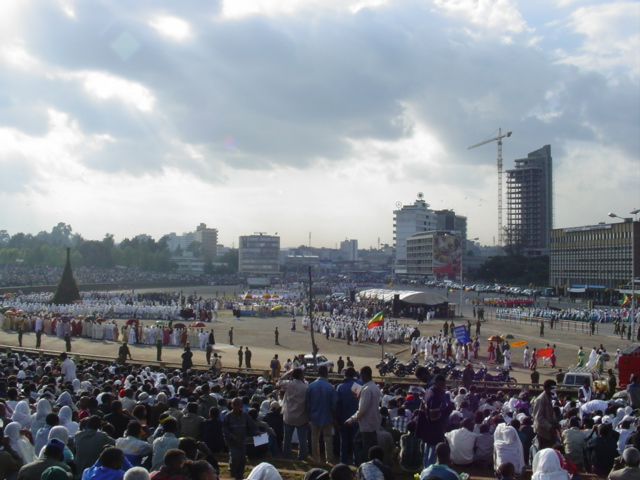
Аддис-Абеба

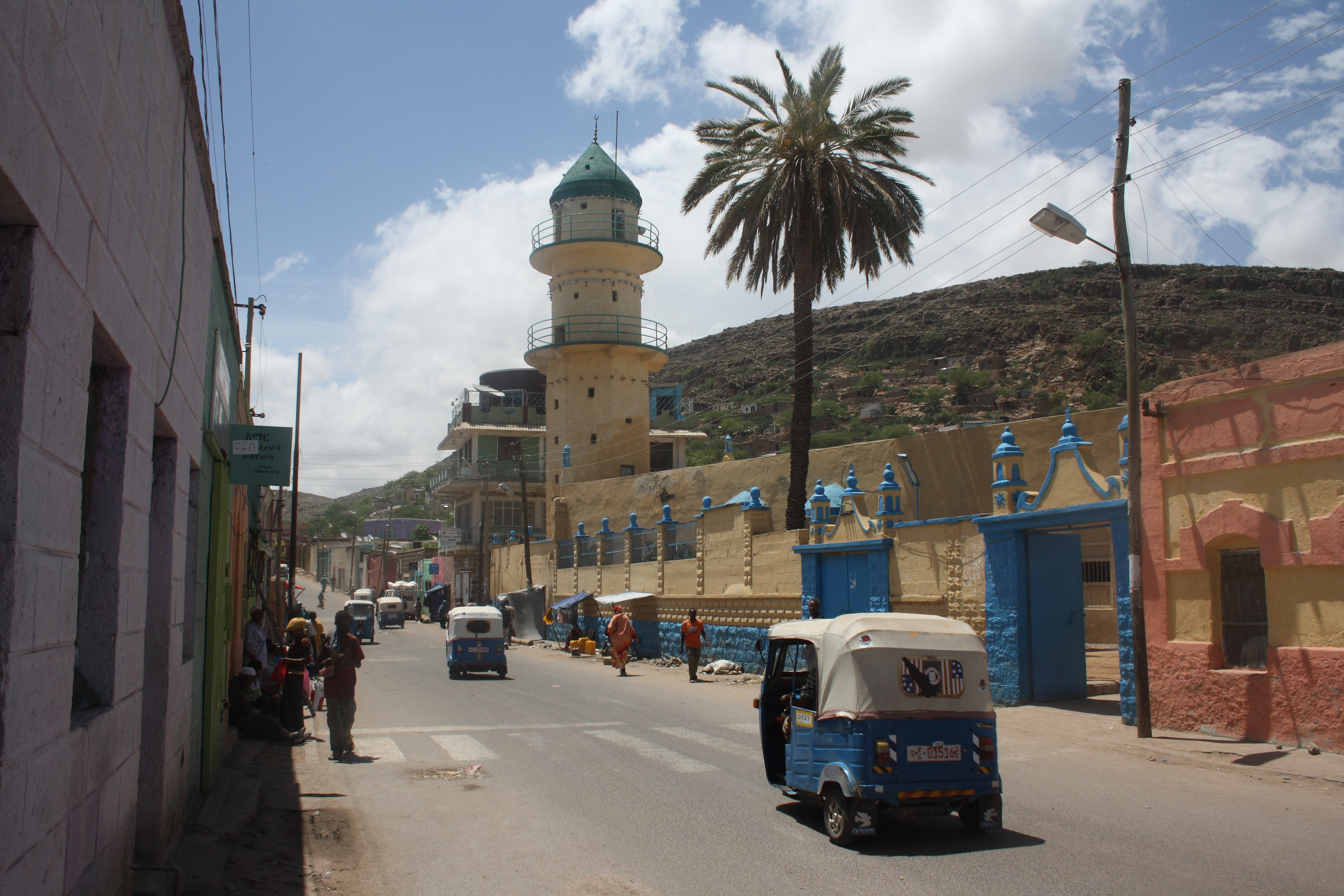
Дире-Дауа

Рівень урбанізованості в 2000 році склав 11,5 %. Головні міста держави: Аддис-Абеба (2,9 млн осіб), Дире-Дауа (280 тис. осіб), Назрет (210 тис. осіб).

### Етнічний склад
Головні етноси з понад 100 народностей і етнічних груп, що складають ефіопську націю:
- оромо — 32,1 % (16,6 млн)
- амхара — 30,1 % (15,5 млн)
- тиграї — 6,2 % (3,25 млн)
- сомалі — 5,9 % (4,6 млн)
- гураге — 4,3 % (бл. 3 млн)
- сідамо — 3,5 % (бл. 2,5 млн)
- уолаїта — 2,4 % (бл. 1 млн)
- інші (омето, та ін.) — 15,4 %
  - волайте
  - тигре
  - афари
  - кушитські етноси (дасанеч, кембатта, каффа, йєм та ін.)
  - ніло-сахарські народності (нуери, ануак, кунама, берта, мурсі та ін.)

### Мови
Державна мова: амхарська. Широко поширені оромська, сомалійська, арабська, англійська. 70 мов і діалектів афразійської і кушітської мовної груп.
- Аарійська мова

### Релігія

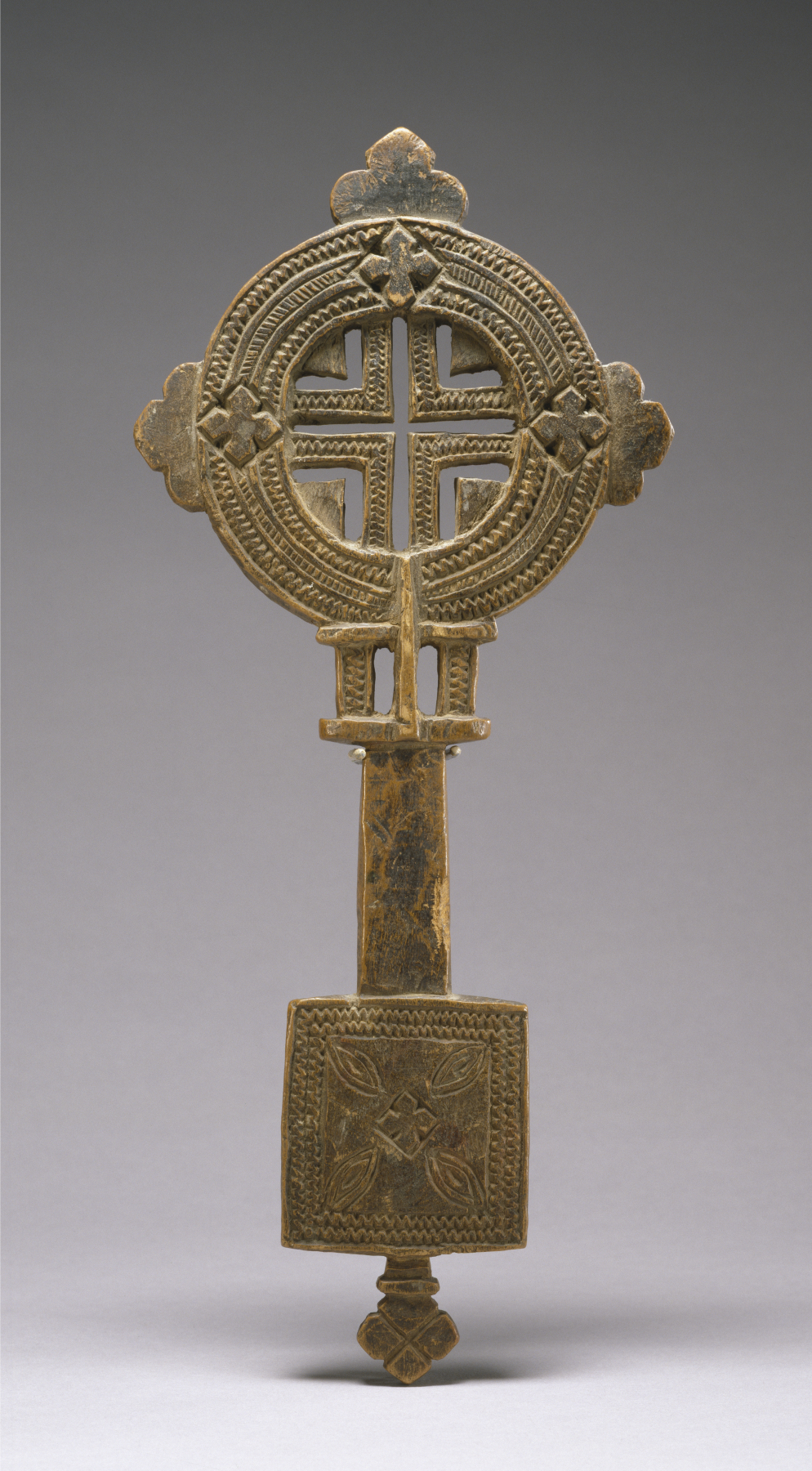
Православний хрест, 17 ст.

Згідно з Національним переписом населення 2007 року, християни складають 62,8 % населення країни (43,5 % Ефіопське Православ'я, 19,3 % інші), мусульмани — 33,9 %, традиційні вірування — 2,6 % та інші релігії — 0,6 % Це узгоджується із Всесвітньою книгою фактів ЦРУ, де вказано, що християнство найпоширеніша релігія в Ефіопії.
Ефіопія була хрещена дуже рано, у II столітті від н. е. І в Ефіопії з того часу діє Ефіопська Церква, яку самі ефіопи називають православною. Але католики і православні називають її дипломатично — дохалкидонською Церквою, бо вона не прийняла догматів IV Вселенського — Халкідонського собору.

### Охорона здоров'я
Очікувана середня тривалість життя в 2006 році становила 49 років: для чоловіків — 47,9 року, для жінок — 50,2 року. Смертність немовлят до 1 року становила 93,6 ‰ (станом на 2006 рік). Населення забезпечене місцями в стаціонарах лікарень на рівні 1 ліжко-місце на 3,9 тис. жителів; лікарями — 1 лікар на 36,5 тис. жителів (станом на 1995 рік). Витрати на охорону здоров'я в 1990 році склали 3,8 % від ВВП країни.
У 1993 році 18 % населення було забезпечено питною водою.
Зараженість на ВІЛ: 2,1 % (1 млн заражених, оцінка на 2007 рік).

### Освіта
Рівень письменності в 2003 році становив 42,7 %: 50,3 % серед чоловіків, 35,1 % серед жінок.

### Інтернет
У 2006 році всесвітньою мережею Інтернет у Ефіопії користувались 120 тис. осіб.

### ЗМІ
Державна телерадіокомпанія EBC (Ethiopian Broadcast Corporation — Ефіопська радіомовна корпорація) включає телеканал ETV і Національне радіо, а також регіональні радіостанції.
Федеральний уряд видає газету «Аддіс-Земен» («Нова ера»).

## Культура

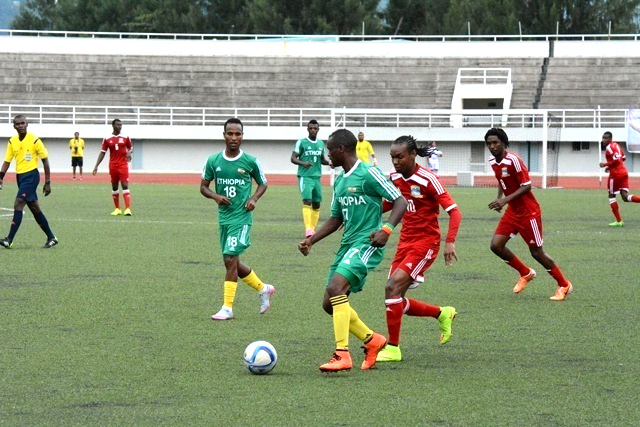
Збірна Ефіопії з футболу

### Кухня
Переважно складається з овочевих і часто дуже гострих м'ясних страв.

### Спорт
Ефіопія має право пишатися своїми бігунами на довгі дистанції, від 5 км до марафону. На Римській олімпіаді 1960 р. ефіопець Абебе Бікіла став першим темношкірим африканцем, який зумів стати олімпійським чемпіоном. Марафонську дистанцію він біг босим. Легендарного статусу набув стаєр Хайле Гебрсіласіє. Наразі на стаєрських легкоатлетичних дистанціях домінують Кененіса Бекеле та Тірунеш Дібаба.